# Kulturgemeinschaft Stuttgart

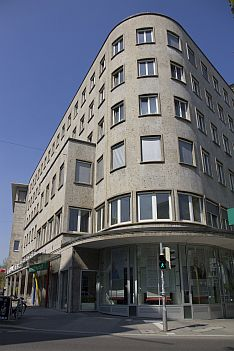
Kulturgemeinschaft Stuttgart in der Willi-Bleicher-Straße

Die Kulturgemeinschaft Stuttgart e. V. ist eine der größten Besucherorganisationen für Kunst und Kultur in Deutschland. Sie entstand 1924 aus der Arbeiterbildungsbewegung unter dem Namen Stuttgarter Volksbühne e. V.

## Ursprung
Im Jahr 1920 trat bei dem Verein zur Förderung der Volksbildung in Zusammenarbeit mit freien Gewerkschaften zum ersten Mal der Gedanke zur Gründung einer Volksbühne in Stuttgart auf. Der Verein wuchs innerhalb der Jahre 1920 bis 1924 auf 10.000 Mitglieder an. Es galten die Volksbühnenprinzipien des Platzwechsels und des Einheitspreises. Das Stuttgarter Privattheater Deutsches Theater unter dramaturgischer Leitung von Frank Thiess, dessen Programmhefte als Meisterwerke volkstümlicher Kunstbetrachtung galten, wurde aufgrund der Folgen der Inflation in Gänze dem Verein zur Verfügung gestellt. Im Jahre 1924 wurde die Stuttgarter Volksbühne e. V. gegründet. Noch im selben Jahr schloss man Verträge mit dem Württembergischen Landestheater (dem heutigen Staatstheater Stuttgart) über sogenannte geschlossene Vorstellungen. Das Platzangebot reichte schon in den folgenden Jahren nicht mehr aus. 1927 erschien die erste Ausgabe der Monatszeitschrift Die Bühne (Monatsblätter der Stuttgarter Volksbühne e. V.).
Ziel der Stuttgarter Volksbühne war es seither durch sozialdemokratische und gewerkschaftliche Bildungsarbeit Menschen aller sozialen Schichten den Zugang zum kulturellen Geschehen ermöglichen zu können. Dies wurde zu großen Teilen durch den Mitgliedsbeitrag in die Realität umgesetzt. Mit rotierender Platzierung im Theater sollte das Gefühl vermieden werden, immer an gleicher Stelle sitzen zu müssen. Durch die Teilnahme an den Veranstaltungen sollte kritische Urteilsfähigkeit geschärft werden und die passive Haltung des Zuschauers in die aktive Mitgestaltung übergehen.
Mit der Machtergreifung der Nationalsozialisten 1933 wurde dem Volksbühnengedanken der geistigen Freiheit der Boden entzogen. Dies bedeutete das vorläufige Ende der künstlerischen Freiheit und der selbstbestimmten Arbeit der Volksbühne Stuttgart. 1934 benannte die nationalistische Organisation Kraft durch Freude die Stuttgarter Volksbühne e. V. in Kulturgemeinde Stuttgart um.

## Neugründung
Im Gegensatz zu vielen anderen Volksbühnen in Deutschland konnte die Stuttgarter Volksbühne unter Mithilfe des Deutschen Gewerkschaftsbundes schon wenige Wochen nach Kriegsende im Mai 1945 eine Neugründung in Angriff nehmen. Noch im selben Jahr schloss sich die Kulturgemeinschaft als selbstständige Organisation dem Deutschen Gewerkschaftsbund an und wurde 1961 mit der Zielsetzung Kunst und Kultur möglichst breiten Schichten der Bevölkerung zu vermitteln in einen eingetragenen gemeinnützigen Verein umgewandelt. Durch Mitgliedsbeitrag sollte allen der Zugang zu Kultur gewährleistet werden. Am 21. Juli 1945 fand die erste Veranstaltung der Kulturgemeinschaft im Großen Haus des Staatstheaters statt. Beethovens Neunte Sinfonie war gleichzeitig die erste Kulturveranstaltung in der deutschen Westzone. 1945 bis 1946 verbuchte die Kulturgemeinschaft 43.200 Besucher in 36 Vorstellungen. Sie fanden nachmittags um 16.00 Uhr statt, wofür die Arbeitnehmer unter den Mitgliedern Arbeitszeitverlust und den damit einhergehenden Verdienstausfall in Kauf nahmen. Die Besucherzahlen stiegen mit wachsenden Angeboten. Nach der Währungsreform 1948 kam es zum Übergang von der Kartenvermittlung über Betriebsräte zur Einzelmitgliedschaft. Im Jahr 1948 stieg die Mitgliederzahl auf 14.000 an, mangelndes Platzangebot verhinderte eine weitere Ausweitung der Kulturgemeinschaft. Das Kulturmagazin dabei erschien erstmals im Dezember 1958, die Kulturgemeinschaft des Deutschen Gewerkschaftsbundes wollte damit nicht nur informieren, sondern auch zum kritischen Miterleben des kulturellen Geschehens anregen.

## Gegenwart
1990 löste die Zeitung Kultur das Kulturmagazin dabei ab, um den gewandelten Ansprüchen der Mitglieder gerecht zu werden. Sie wurde im Jahr 2006 mit dem iF Design Award 2006 für ihre Designqualität ausgezeichnet.
Mit einem inhaltlich und preislich breit gefächerten Angebot ermöglicht die Kulturgemeinschaft Stuttgart den Nutzern bei ermäßigten Preisen einen leichten Zugang zum kulturellen Leben. Im Großraum Stuttgart hat die Kulturgemeinschaft in den Sparten Konzert, Oper, Ballett und Theater mehr als 50 Partner, mit denen sie kooperiert. Diese sind unter anderem große Spielstätten, wie das Staatstheater Stuttgart, das Theaterhaus Stuttgart, das Kultur- und Kongresszentrum Liederhalle und die Schauspielbühnen Stuttgart. Weitere Spielstätten, mit denen die Kulturgemeinschaft Stuttgart kooperiert, sind das Friedrichsbau Varieté, das Renitenztheater, das Forum Theater, das Theater der Altstadt, die Theater Rampe, das Theater Tri-Bühne, das Wilhelma Theater, das Forum am Schlosspark, das Theater Lindenhof, die Württembergische Landesbühne Esslingen und das Backnanger Bürgerhaus. In weiteren Sparten wie Literatur, Kino und Jazz arbeitet sie zusammen mit dem Literaturhaus Stuttgart, den Arthaus Kinos, dem BIX Jazzclub und anderen. In der Sparte Kunst gibt es Kooperationen mit mehr als 30 Partnern. Im Raum Stuttgart sind es zum Beispiel die Staatsgalerie Stuttgart, das Kunstmuseum Stuttgart oder das Landesmuseum Württemberg. Weitere Partner sind das ZKM Karlsruhe, das Städelmuseum Frankfurt und die Kunsthalle Mannheim.
Die Kulturgemeinschaft unterstützt außerdem den gemeinnützigen Verein Kultur für alle. Die Inhaber des Sozialausweises Bonuscard+Kultur erhalten Freikarten für Veranstaltungen der Kulturgemeinschaft. Die Initiative Kultur für alle macht es sich zum Ziel, Menschen mit geringem Einkommen die kostenfreie Teilhabe an Kulturveranstaltungen zu ermöglichen.